# أوتيس فيرغسون
أوتيس فيرغسون (بالإنجليزية: Otis Ferguson)‏ هو ناقد سينمائي وصحفي أمريكي، ولد في 1907، وتوفي في 1943.

## وصلات خارجية
- أوتيس فيرغسون على موقع روتن توميتوز (الإنجليزية)